# Egil Hylleraas
Egil Andersen Hylleraas, eigentlich Andersen, (* 15. Mai 1898 in Engerdal, Norwegen; † 28. Oktober 1965 in Oslo) war ein norwegischer theoretischer Physiker, der sich mit Atomphysik befasste und für die quantenmechanische Behandlung von Zweielektronenatomen (Helium) bekannt ist.

## Leben
Hylleraas war das jüngste von elf Kindern eines Lehrers und Landwirts in einem kleinen Bergdorf im Süden Norwegens (Engerdal). Der Name Hylleraas ist der Name des Bauernhofs, der Vater hieß Ole Andersen. Er studierte ab 1918 an der Universität Oslo (damals Christiania) Mathematik und Physik um Lehrer zu werden und war nach dem Abschluss 1924 ein paar Jahre Gymnasiallehrer in Oslo. Daneben verfasste er Artikel über Doppelbrechung in Kristallen und erhielt ein Stipendium, um 1926 bis 1928 an der Universität Göttingen bei Max Born zu studieren. Bei diesem setzte er erst seine Arbeit über Kristallgitter fort (wofür Born als Spezialist galt), wandte sich aber unter dem Einfluss von Born der im Entstehen begriffenen Quantenmechanik zu. 1931 wurde er Mitglied des Christian Michelsen Instituts in Bergen, 1933 an der Universität Oslo promoviert und 1937 wurde er als Nachfolger von Vilhelm Bjerknes Professor für theoretische Physik in Oslo, was er bis zu seinem Tod an einem Herzanfall blieb.
1947/48 war er am Institute for Advanced Study in Princeton und 1962/63 an der University of Wisconsin–Madison. In den 1950er Jahren war er einer der Repräsentanten Norwegens bei den neu gegründeten Organisationen CERN und Nordita.
1963 fand ein Symposium zu seinen Ehren an der Universität Florida statt.
1932 wurde er Fellow der Royal Society.
Persönlich war er zurückhaltend und bescheiden.

## Werk
Hylleraas unternahm 1926 in Göttingen Pionierarbeiten zur Anwendung der Quantenmechanik in Mehrelektronenatomen, über den einfachen Fall des Wasserstoffs hinaus. Auf Anregung von Born untersuchte er die Ionisierungsenergie im Helium. Die alte Bohr-Sommerfeld-Theorie ergab dafür 28 eV, Albrecht Unsöld hatte in erster Ordnung Störungstheorie 1927 20,41 eV, experimentell waren es aber 24,59 eV. Hylleraas fand in seiner ersten Arbeit 24,35 eV und verbesserte den Wert bis 1929 weiter auf 24,47 eV. Das wurde als Erfolg der neuen Quantenmechanik in der Form der  Schrödingerschen Wellenmechanik gewertet. Seine dabei neu entwickelten Variationsmethoden (heute nach ihm benannt ebenso wie die verwendeten Wellenfunktionsansätze) bildeten eine der Grundlagen für quantenmechanische Berechnungen in der Atomphysik und die numerischen Rechnungen, die er dafür mit einer Tischrechenmaschine anwandte (einer Mercedes-Euklid), waren einige der ersten wichtigen Anwendungen von Computerphysik. Das zeichnete den weiteren Weg vor, der vor allem durch die Verfügbarkeit schnellerer Computer gekennzeichnet war.
1930 bewiesen er und Hans Bethe die Stabilität des negativen Wasserstoffions (also ein Wasserstoffkern mit zwei Elektronen), der 1938 in der Sonnenatmosphäre nachgewiesen wurde (siehe Photosphäre). Er befasste sich auch mit der Quantenmechanik von Molekülen und Gittern, so 1930 von Lithiumhydrid, gefolgt von weiteren Arbeiten über zweiatomige Moleküle in den 1930er Jahren. Außerdem behandelte er in den 1930er Jahren Atome wie Bor, Beryllium, Kohlenstoff, häufig in Zusammenarbeit mit dem schwedischen Spektroskopen Bengt Edlén. Er befasste sich auch mit Kernphysik, was aber größtenteils unveröffentlicht blieb.
1939 bis 1943 befasste er sich mit der Theorie der Gezeiten. Nach dem Zweiten Weltkrieg widmete er sich vor allem organisatorischen Aufgaben an der Universität Oslo und der Ausbildung in theoretischer Physik in Norwegen. Er setzte seine Beschäftigung mit dem Heliumatom und dem Wasserstoffion mit seinen Schülern fort und befasste sich mit relativistischer Elektronentheorie, Streutheorie und Spinoren.

## Schriften
- Reminiscences from Early Quantum Mechanics of Two-Electron Atoms, Proceedings of the International Symposium on Atomic and Molecular Quantum Mechanics in Honor of Egil A. Hylleraas, Reviews of Modern Physics, Band 35, 1963, S. 421–431.
- Mathematical and Theoretical Physics, New York 1970 (norwegisches Original in 4 Bänden, Oslo 1950–1952).
- Hylleraas Über den Grundterm der Zweielektronenprobleme von H−, He, Li+, Be++ usw., Z. f. Physik, Band 65, 1930, S. 209–225.
- Hylleraas Die Grundlagen der Quantenmechanik mit Anwendungen auf atomtheoretische Ein- und Mehrelektronenprobleme, Norsk Vid. Akad. Skrift., Mat.-Naturv. Kl., Oslo, 1932, Nr. 6.